# Луговики (Вишгородський район)

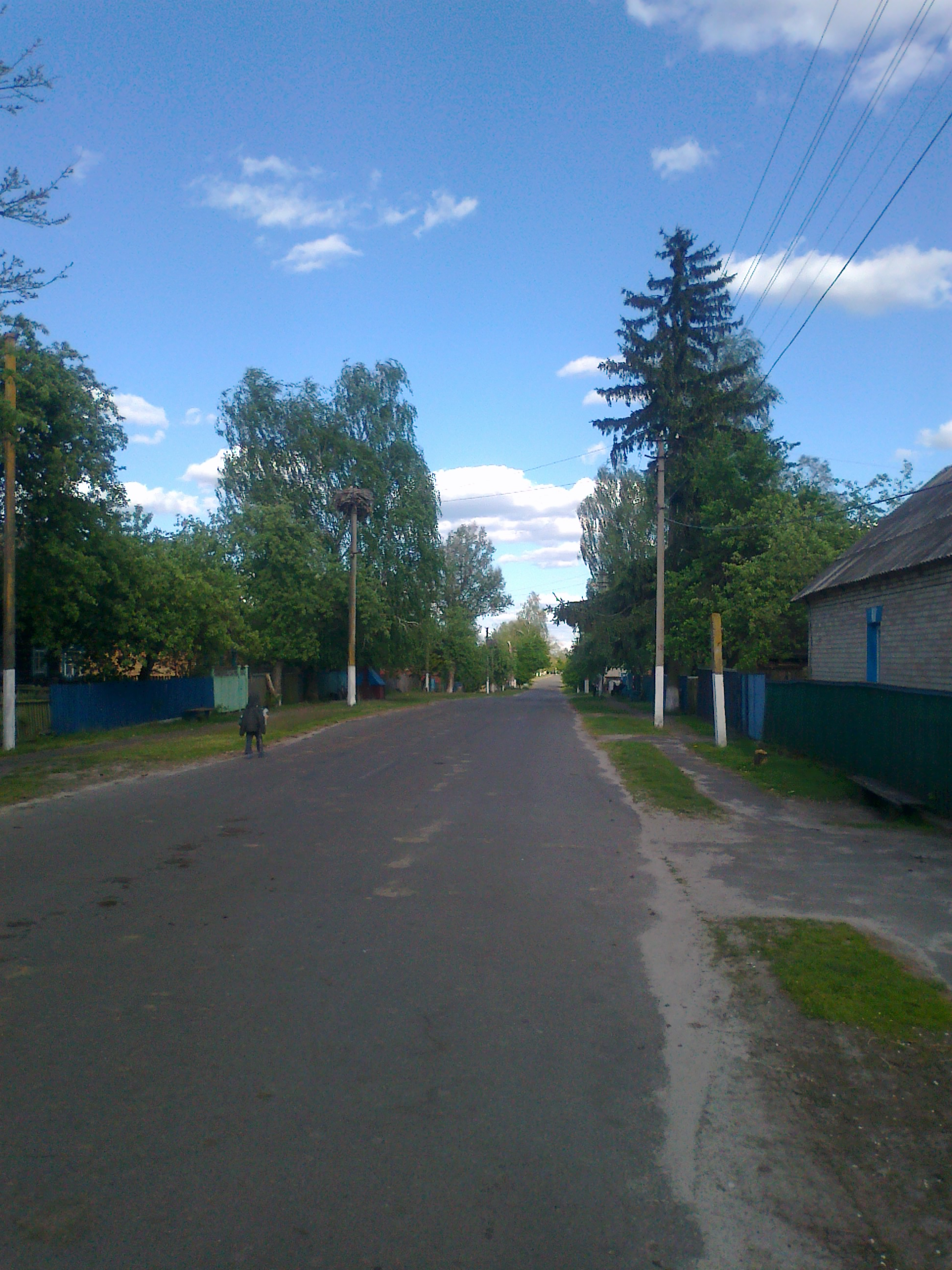
Центральна вулиця с. Луговики

Луговики́ — село в Україні, у  Поліській селищній територіальній громаді Вишгородського району Київської області. Розташоване за 25 км від центру громади смт. Красятичі. Село було центром Луговицької сільської ради, якій підпорядковувалися села Фабриківка, Зірка, Стеблі.
Найближча залізнична станція — Вільча, за 23 км. Населення — близько 490 осіб. Кількість господарств — 198. День села — 9 жовтня. Після  Чорнобильської катастрофи село увійшло у зону гарантованого добровільного відселення. Рівень забруднення ізотопами  
| Рівень забруднення Цезій-137 1986 рік -100-185 кБк/м2 (перевищує доаварійний у 277 разів) 2006 рік - 40-100 кБк/м2 (місцями дещо знизився, але перевищує доаварійний до 50 разів) Рівень забруднення Стронцій-90 1986 рік - 4-10 кБк/м2 (місцями перевищує доаварійний до разів) 2006 рік - 40-185 кБк/м2 (місцями дещо знизився, але перевищує доаварійний до 185 разів) Плутоній-239 1-4 кБк/м2, Америцій-241 1-2 кБк/м2, е плями 2-4 кБк/м2 Прогноз по америцію до 2056 року 2-4 кБк/м2 |

|  |  |

## Назва
За переказами, більше трьохсот років тому на березі річки Уж стояло поселення, у якому було близько 20 будинків. Назву селу дали завдяки великій кількості луків, які росли довкола. Пожежа знищила всі будинки, але місцеві мешканці не стали будуватись на старому місці, а перейшли на околицю села.
Існує й інша версія походження назви Луговиків. Кажуть на місці села протікала річка Лугова, звідки й назва поселення. Села Фабриківка, Стебли, Червона зірка, Леніно утворились значно пізніше.
За третьою теорією назва села пішла від назви найбільш розповсюдженої у цих місцях польової рослини Щучника, яку тут називали Луговик.

## Історія
У писемних джерелах село вперше згадується в 1719 році.
У XVI столітті напади кримських татар завдали великого лиха місцевому населенню. Вони грабували й вбивали жителів, а молодь забирали в полон.
З утворенням єдиної польсько-литовської держави селяни стали кріпаками.
У 1850 році поміщики брати Горвати купили в княгині Радзивіли маєток, суконну фабрику, містечко Хабне та 13 сіл, де проживало 2059 ревізьких душ.
Село Леніно (нинішня вулиця Лугова) раніше називалося Берківкою. На цьому місці поселень не було. У селі розташовувалась лише корчма, побудована поміщиком Горватом і віддана у власність єврею Беркову. Під час забудови село й дістало назву «Берківка».
Найкращі землі ліс та луки були власністю поміщика Горвата. Мешканцям Луговиків віддана вихрувата та піщана земля. Не маючи змоги прожити із свого господарства, селяни йшли у найми до поміщика та заможних селян.
Після жовтневого перевороту маєток Горвата було зруйновано, а родючі землі розділено між селянами.
Під час Визвольних змагань Луговиками проходили німці, війська УНР, поляки, загони Петлюри, Махна, Зеленого.
Після закінчення війни в селі було встановлено радянську окупацію. Одержавши наділи жителі почали обробляти землю. Проте більшість не мала змоги добре господарювати на полях: не вистачало пального, реманенту, насіння.
У 1926 р. в Луговиках був заснований ТСОЗ, першим головою якого став Петро Родіонович Германчук. На базі ТСОЗ у 1930 р. організовано артіль «Червоний пахар», яка об'єднувала половину господарств Луговиків.
У 1930—1931 рр. були створені колгоспи: в с. Леніно — ім. Кірова, у с. Луговики — другий колгосп «Більшовик».
23 серпня 1941 р. Луговики окупували німецько-фашистські війська. На фронт пішли майже всі чоловіки, більшість добровольців працювали на будівництві оборонних споруд для армії.
У німецько-радянській війні брали участь 286 жителів. Усі вони нагороджені орденами і медалями.
Після війни село почало відбудовуватися.
У 1952 році колгоспи об'єднано у колгосп ім. Кірова, який згодом перейменовано в СТОВ «Прогрес». Це велике багатогалузеве господарство, основними галузями якого було рільництво і тваринництво. Поряд із зерновими у СТОВ «Прогрес» вирощувалися такі технічні культури, як льон і хміль.
За успіхи у розвитку сільського господарства у 1960-х роках три працівники колгоспу нагороджені орденами і медалями. Серед них ланкова М. С. Довжик відзначена орденом Леніна.
На території села у той час діяла восьмирічна школа, клуб, бібліотека.
У 1974 році в Луговиках відкрито ФАП, запущено роботу комбікормового заводу.
Наприкінці 1980-х років у рамках курсу СРСР на покращення умов життя і побуту у селах, що постраждали від Чорнобильської катастрофи село було газифіковано. Також село було віднесено до зони добровільного відселення.
У 1997 році комбікормовий завод було остаточно закрито.
19 липня 2020 року, в результаті адміністративно-територіальної реформи та ліквідації Поліського району, село увійшло до складу новоутвореного Вишгородського району. 

## Населення

### Мова
Розподіл населення за рідною мовою за даними перепису 2001 року:
| Мова       | Кількість | Відсоток |
| ---------- | --------- | -------- |
| українська | 507       | 97.13%   |
| російська  | 11        | 2.10%    |
| білоруська | 3         | 0.58%    |
| румунська  | 2         | 0.19%    |
| Усього     | 522       | 100%     |

## Сьогодення
На території Луговиків діють Луговицьке НВО «ЗОШ І-ІІІ ступенів — ДНЗ», сільський клуб, поштове відділення, бібліотека, фельдшерсько-акушерський пункт. Також тут працюють три магазини, у яких реалізовуються продовольчі групи товарів, господарські товари і товари повсякденного побуту.
Село Луговики газифіковане, електрифіковане, радіофіковане, телефонізоване та забезпечене центральним водопостачанням.
Сполучення з районним та обласним центром — прямий автобус Київ — Луговики, транзитні автобуси Київ — Овруч.
З лютого по квітень 2022 року село було окуповане російськими військами внаслідок вторгнення 2022 року.
Внаслідок російського вторгнення в Україну (2022) село зазнало значних руйнувань.